# Vichquen
Vichquen är en kommun i Chile.   Den ligger i provinsen Provincia de Curicó och regionen Región del Maule, i den södra delen av landet, 200 km sydväst om huvudstaden Santiago de Chile. Vichquen ligger vid sjön Laguna Vichuquén.
I omgivningarna runt Vichquen växer i huvudsak städsegrön lövskog. Runt Vichquen är det glesbefolkat, med 13 invånare per kvadratkilometer.